# Calabazas (San Sebastián)
Calabazas es un barrio ubicado en el municipio de San Sebastián en el estado libre asociado de Puerto Rico. En el Censo de 2010 tenía una población de 2.768 habitantes y una densidad poblacional de 187,69 personas por km².

## Geografía
Calabazas se encuentra ubicado en las coordenadas 18°18′7″N 66°58′38″O / 18.30194, -66.97722. Según la Oficina del Censo de los Estados Unidos, Calabazas tiene una superficie total de 14.75 km², de la cual 14.74 km² corresponden a tierra firme y (0.07%) 0.01 km² es agua.

## Demografía
Según el censo de 2010, había 2.768 personas residiendo en Calabazas. La densidad de población era de 187,69 hab./km². De los 2.768 habitantes, Calabazas estaba compuesto por el 85.87% blancos, el 4.34% eran afroamericanos, el 0.83% eran amerindios, el 0.11% eran asiáticos, el 5.38% eran de otras razas y el 3.47% pertenecían a dos o más razas. Del total de la población el 99.24% eran hispanos o latinos de cualquier raza.